# Grande île
Grande Île (svenska: "Stora ön") är en ö i floden Ill, belägen i det historiska centrumet i centrala Strasbourg, Alsace, Frankrike.
Ön utnämndes till ett världsarv av UNESCO 1988. För att markera dess världsarvsstatus placerades 22 mässingsplattor på bron till ön.
I världsarvet ingår:
- Vårfrukatedralen i Strasbourg, världens fjärde högsta kyrkobyggnad
- Kyrkan Saint-Pierre-le-Vieux
- kyrkan Église protestante Saint-Pierre-le-Jeune de Strasbourg
- Kyrkan Saint-Thomas
- Kyrkan Saint-Etienne
- Palais Rohan